# Benjamin Édelin
Benjamin Édelin (Saint-Lô, Manche, 23 de febrer de 1993) és un ciclista francès especialista en pista. Ha obtingut nombrosos victòries, tant en competicions mundials com d'Europa, en categoria júnior. El 2017 guanyà la seva primera medalla als Campionats del món de ciclisme en pista.

## Palmarès
- 2010
  -  Campió del món júnior en Velocitat per equips (amb Julien Palma i Kévin Guillot)
  -  Campió d'Europa júnior en Keirin
  -  Campió d'Europa júnior en Velocitat per equips (amb Julien Palma i Kévin Guillot)
- 2011
  -  Campió d'Europa júnior en Quilòmetre Contrarellotge
  -  Campió d'Europa júnior en Velocitat per equips (amb Julien Palma i Anthony Jacques)
  -  Campió de França en Velocitat per equips
- 2017
  -  Campió d'Europa de Velocitat per equips (amb Sébastien Vigier i Quentin Lafargue)